# Râu Sadului
Râu Sadului – wieś w Rumunii, w okręgu Sybin, w gminie Râu Sadului. W 2011 roku liczyła 571 mieszkańców.